# Wolfgang Berger (Politiker)
Wolfgang Berger (* 24. August 1921 in Leipzig; † 19. Dezember 1994) war ein deutscher Funktionär der Sozialistischen Einheitspartei Deutschlands (SED) in der Deutschen Demokratischen Republik (DDR). Er war Abteilungsleiter im Zentralkomitee (ZK) der SED und von 1953 bis 1971 persönlicher Referent des SED-Parteichefs Walter Ulbricht.

## Leben
Berger, Sohn eines Kellners, machte nach der Volksschule eine Lehre als kaufmännischer Angestellter, wurde danach in die deutsche Wehrmacht eingezogen und kämpfte im Zweiten Weltkrieg. 1945 geriet er in US-amerikanische Kriegsgefangenschaft, aus der er nach Kriegsende entlassen wurde.
1945 trat Berger in die Kommunistische Partei Deutschlands (KPD) ein und wurde nach der Zwangsvereinigung von SPD und KPD SED-Mitglied. Bis Ende der 1940er Jahre studierte er an der Universität Leipzig und wurde zum Doktor der Staats- und Wirtschaftswissenschaften promoviert. Danach wurde er Referent in der Hauptabteilung Finanzen der Deutschen Wirtschaftskommission und anschließend wirtschaftspolitischer Mitarbeiter in der Regierungskanzlei der DDR in Ost-Berlin.
Von 1951 bis 1953 war Berger Leiter der Abteilung Planung und Finanzen des ZK der SED und anschließend bis 1971 persönlicher Referent des SED-Parteichefs Walter Ulbricht. In dieser Funktion war er maßgeblich an der Ausarbeitung des Neuen Ökonomischen Systems der Planung und Leitung (NÖSPL) beteiligt. Für diese Arbeit erhielt er 1966 zusammen mit Helmut Koziolek und Herbert Wolf den Nationalpreis der DDR III. Klasse für Wissenschaft und Technik, 1970 wurde ein Wissenschaftler-Kollektiv (Berger, Koziolek, Wolf, Kalweit, Krömke, Reinhold) für die Reform des NÖSPL mit dem Nationalpreis der DDR I. Klasse für Wissenschaft und Technik ausgezeichnet.
Später war Berger Abteilungsleiter in der Staatlichen Zentralverwaltung für Statistik der DDR.